# Vodní nádrž Idukki
Vodní nádrž Idukki (malajálamsky ഇടുക്കി അണക്കെട്ട്) se nalézá v malém svazovém státě na jihozápadě Indie. Je 14. největší přehradní nádrží na světě. Byla postavena a momentálně stále vlastněna společností Kerala State Electricity Board. Při budování této nádrže se finančně na stavbě podílela Kanada.

## Geografie
Vodní nádrž má tři přehradní zdi. Hlavní obloukovou s výškou 169 metrů a dvě menší. Hlavní přehradní zeď nádrže se nachází mezi horami Kuravanmala (839 metrů) a Kurathimala (925 metrů). Zbylé dvě nádrže se nacházejí mezi horami Cheruthony a Kulamavu. Vodní nádrž zadržuje vody řeky Perijar, která ústí do Lakadivského moře.